# باب‌الابواب

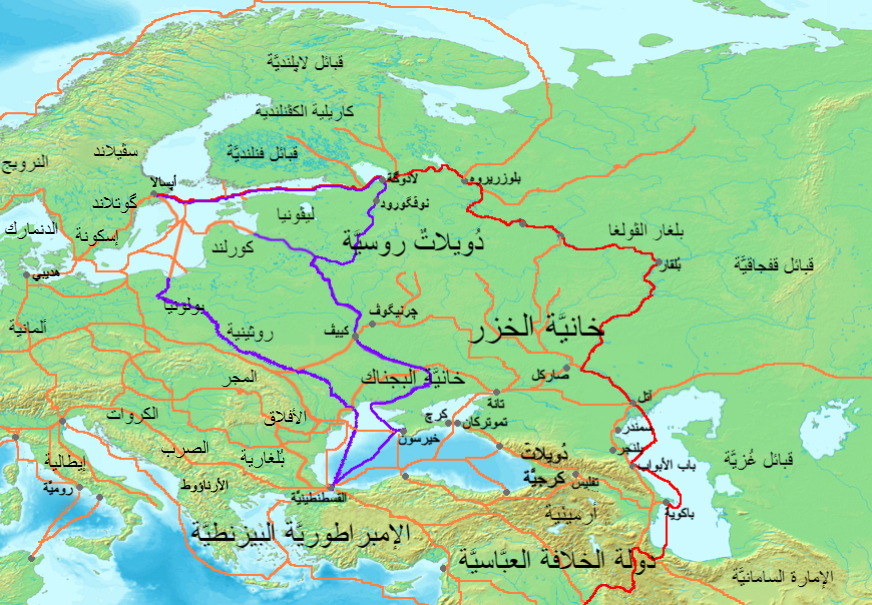
نقشه مسیر‌های اصلی تجاری ورنجیان در بین قرن 8 تا 11. شهر باب‌الابواب ر در امتداد مسیر تجاری ولگا (به رنگ قرمز) مشخص شده‌است.

باب‌الابواب  نام شهر دربند در دوره اسلامی است که واقع در داغستان امروزی و در غرب دریای خزر، تقاطع قفقاز شمالی و جنوبی و در ۲۶۱ کیلومتری شمال شهر باکو و جنوب شهر تاریخی بلنجر و سمندر است و به عنوان یکی از معبر (دربند) های قدیم رفت و آمد بین شمال و جنوب رشته کوه قفقاز به شمار می‌رفت. چون در دهانه دره‌های رشته کوه‌های قفقاز، دیوارها و قلعه‌هایی از جمله مدینه باب قرار داشت، به آن (دربند) باب‌الابواب گفته‌اند. کتزیاس (Ctesias)، جغرافیانویس یونانی، آن را دروازه خزر ضبط کرده است.
بنابر مطالب تاریخ آغوان (Agvan)، به آن دروازه هون‌ها گفته‌اند. ظاهراً این نامگذاری به لحاظ هجوم اقوام خزر و هونها از آنجا (باب) به بلاد قفقاز بوده است. به نوشته مارکوارت به یونانی به آن چور (Tchor) و به ارمنی چول (Tchols) می گفته‌اند.
در منابع ساسانی باب را دربند نوشته‌اند.